# Анджанетта Кіркленд
Анджанетта Кіркленд (англ. Anjanette Kirkland; нар. 24 лютого 1974, Пайнвілл, Луїзіана, США) — американська легкоатлетка, яка спеціалізувалась у бігу на 100 метрів з бар'єрами.

## Кар'єра
2001 року стала спочатку чемпіонкою світу у приміщенні, а згодом завоювала золоту медаль чемпіонату світу в Едмонтоні з часом 12,42 сек. Також брала участь у Чемпіонаті світу з легкої атлетики 1997 та 2003.